# Facultatea de Management în Producție și Transporturi a Universității Politehnica Timișoara
Facultatea de Management în Producție și Transporturi din Timișoara este o facultate a Universității Politehnica Timișoara, fiind creată în 1996. Ea oferă studenților formarea ca inginer, cu două specializări.
Actual oferă ciclul de licență.